# 索利姆鎮區 (明尼蘇達州道格拉斯縣)
索利姆鎮區（英語：Solem Township）是位於美國明尼蘇達州道格拉斯縣的一個行政鎮區。

## 地方資料
索利姆鎮區的面積為92.88平方千米，當中陸地面積為88.56平方千米，而水域面積為4.32平方千米。根據2020年美國人口普查的數據，當地共有人口232人，而人口密度為每平方千米2.5人。